# Свободная компьютерная игра
Свободная компьютерная игра — компьютерная игра, которая является свободным программным обеспечением, и использует только свободное содержание — графику, музыку и т. п., выпущенные под свободными лицензиями.
Некоторые игры имеют открытый исходный код движка, но собственнические данные. Такие игры не являются свободными, но их иногда относят к открытому ПО. Свободные игры часто являются кроссплатформенными, и их часто включают в дистрибутивы свободных операционных систем.

## Разработка
Подавляющее большинство свободных игр создаётся на некоммерческой основе как хобби небольшими группами людей в личное свободное время. Из-за этого многие игры развиваются медленно, в течение многих лет, так что больших законченных высококачественных свободных игр немного. Иногда программисты берутся за игру в обмен на обещание пользователей заплатить вместе определённую сумму.
Некоторые игры основаны на выпущенных под свободной лицензией играх, которые изначально разрабатывались как проприетарные, например Warzone 2100 или Sopwith. Существуют свободные 3D-шутеры (например, Nexuiz и Tremulous), основанные на свободных игровых движках от id Software.
Некоторые свободные игры являются клонами коммерческих собственнических: например Freeciv (Civilization) и Frozen Bubble (Puzzle Bobble). Другие концептуально основаны на собственнических коммерческих играх, являясь своего рода развитием их идей. Это можно сказать об игре 0 A.D., которая представляет собой переработку коммерческой Age of Empires II: The Age of Kings.